# 3732 Vávra
3732 Vávra este un asteroid din centura principală, descoperit pe 27 septembrie 1984 de Zdeňka Vávrová.